# The Crash (1932)
The Crash is een Amerikaanse dramafilm film uit 1932 onder regie van William Dieterle met in de hoofdrollen Ruth Chatterton en George Brent. De film is gebaseerd op het boek Children of Pleasure van Larry Barretto. De film werd uitgebracht op 9 oktober 1932.

## Verhaal
Linda Gault is een rijke elitaire vrouw die met haar echtgenoot Geoffrey in New York woont. Geoffrey is effectenmakelaar. Hij moedigt Linda aan om tips en investeringsaanbevelingen te verzamelen van de rijke financier John Fair. Maar Linda heeft genoeg van Fair die verliefd op haar is. Het is oktober 1929 en de aandelenmarkt gedraagt zich zeer vreemd. Geoffrey vertrouwd het niet en vraagt aan Linda om John Fair te verleiden voor een paar tips. Die avond probeert Linda om Fair met haar charmes te verleiden maar het lukt niet. Fair zegt haar dat het niet zijn gewoonte is om iets voor niets te geven. Later op de avond vraagt Geoffrey aan Linda of Fair haar nog tips heeft gegeven. Linda wil niet toegeven dat Fair haar geen informatie heeft gegeven over de aandelenmarkt en ze verzint een verhaaltje dat de markt zal stijgen. 
Als gevolg daarvan verliest Geoffrey een week later al zijn geld in de beurskrach van 1929. 
Linda kan niet omgaan met de aanstaande armoede en vraagt aan Geoffrey of ze een tijdje kan uitrusten in Bermuda. Daar ontmoet ze Ronnie Sanderson, een Australische schapenboer op wie ze verliefd wordt. Terug in New York vertelt ze aan Geoffrey dat ze van hem wil scheiden.
Later wordt ze verrast door een bezoek van Ronnie die haar direct wil meenemen naar Australië. Maar de scheiding is nog niet geregeld en Linda wil nog een bezoek brengen aan Geoffrey om afscheid van hem te nemen. Geoffrey wil een nieuw leven beginnen met geleend geld van John Fair.
Linda beseft wat ze hem heeft aangedaan en vertelt hem dat ze destijds heeft gelogen met haar tip van John Fair. Ze besluit om bij Geoffrey te blijven en opnieuw met hem te beginnen.

## Rolverdeling
| Acteur          | Personage        |
| --------------- | ---------------- |
| Ruth Chatterton | Linda Gault      |
| George Brent    | Geoffrey Gault   |
| Paul Cavanagh   | Ronnie Sanderson |
| Henry Kolker    | John Fair        |
| Lois Wilson     | Marcia Peterson  |
| Barbara Leonard | Celeste          |
| Hardie Albright | Arthur Pringle   |
| Ivan F. Simpson | Hodge            |